# Pascolizumab
Il pascolizumab è un anticorpo monoclonale umanizzato progettato per il trattamento dell'asma. Tra il 2001 e il 2002 è stato condotto uno studio clinico, giunto in fase II, su pazienti affetti da forme di asma resistenti alla terapia con i glucocorticoidi antiasmatici più comuni.